# Welt am Sonntag
Welt am Sonntag (dubbel betydelse: "Världen om söndagen"/"Welt om söndagen") är en  tysk söndagstidning som publiceras av Axel Springer AG, och startades 1948. Huvudkontoret finns i Berlin, men det finns också lokala varianter för Berlin, Hamburg, München och Düsseldorf.
Tidningen är en slags söndagsvariant av Die Welt. Den handlar bland annat om politik, sport, ekonomi, kultur, mode, resor, teknik, fastighetsvärlden med mera.
2009 utsågs tidningen till en av "världens bäst designade nyhetstidningar" av Society for News Design, tillsammans med fyra andra tidningar.

## Redaktörer
- 2004–2008: Alan Posener

### Fotnoter
1. ↑  ”Arkiverade kopian”. Arkiverad från originalet den 14 april 2010. https://web.archive.org/web/20100414152647/http://www.snd.org/2009/02/snd30-five-papers-named-worlds-best-designed/. Läst 28 november 2012.